# Немерче (село)
Не́мерче — село в Україні, у Вендичанській селищній громаді Могилів-Подільського району Вінницької області. Населення становить 809 осіб.

## Географія

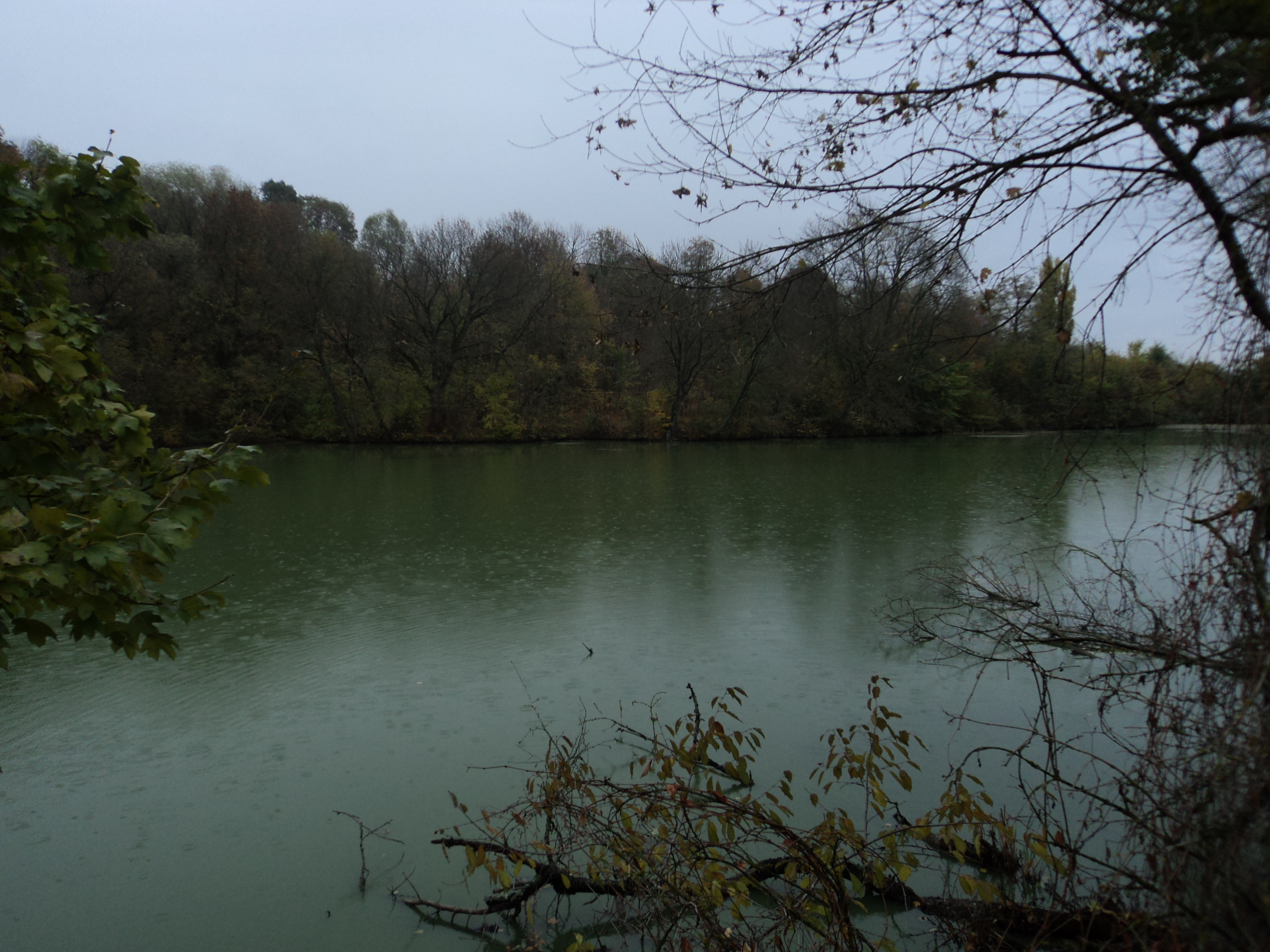
Немерчанський парк

У селі є дуже цікава пам'ятка: старовинний ландшафтний парк площею 20 га, який є парком-пам'яткою садово-паркового мистецтва загальнодержавного значення. Немерчанський парк заснований у 1866 році на базі природного лісового масиву на схилах балки поблизу річки Лядова. У парку є три ставки з системою гребель, 200-річні дуби та ясени, сосна Веймутова, декоративні форми яблуні та різні форми глоду. Всього тут зростає 60 видів та форм дерев і чагарників. Поточний стан парку — задовільний, однак він потребує реставрації.
Село дало назву станції Немерчі, що за кілометр звідси. На станції двічі на день зупиняється поїзд «Жмеринка — Могилів-Подільський».
Понад селом протікає Річечка, ліва притока Лядової.

## Історія
7 (20) листопада 1917 року, відповідно до Третього Універсалу Української Центральної Ради, увійшло до складу Української Народної Республіки.
13 — 16 листопада 1919 року у Немерчому стояв Кінний полк Чорних Запорожців Армії УНР.
Під час Голодомору у 1932–1933 роках, проведеного радянською владою, загинули мешканці села.
З 24 серпня 1991 року село входить до складу незалежної України.
12 червня 2020 року, відповідно до Розпорядження Кабінету Міністрів України від № 707-р «Про визначення адміністративних центрів та затвердження територій територіальних громад Вінницької області», увійшло до складу Вендичанської селищної громади.
19 липня 2020 року, в результаті адміністративно-територіальної реформи та ліквідації Могилів-Подільського району (1923 — 2020), село увійшло до складу новоутвореного Могилів-Подільського району.

## Населення

### Мова
Розподіл населення за рідною мовою за даними перепису 2001 року:
| Мова       | Кількість | Відсоток |
| ---------- | --------- | -------- |
| українська | 793       | 98.02%   |
| російська  | 11        | 1.36%    |
| румунська  | 4         | 0.49%    |
| вірменська | 1         | 0.13%    |
| Усього     | 809       | 100%     |

## Особистості
В селі народилися:
- Пастухов Володимир Павлович (1936—2007) — український радянський вчений і викладач, професор, кандидат юридичних наук, академік Академії наук вищої школи України, заслужений юрист України, лауреат нагороди Ярослава Мудрого, адвокат;
- Рудий Григорій Якович (нар. 1950) — український історик-джерелознавець.